# Siomay
Siomay (también Somay), es un platillo de Indonesia consistente en un dumpling de pescado al vapor con verduras servida en salsa de maní. Se deriva del chino Shaomai. Se considera una comida ligera que es un tipo de Dim sum chino, pero tiene forma de cono. Se elabora tradicionalmente con carne de cerdo, pero con frecuencia se sustituye con carne de pescado tenggiri (caballa española) por razones halal. A veces, otros tipos de mariscos como atún, caballa y gambas también se pueden usar para hacer siomay. Otros complementos del siomay son el repollo al vapor, las patatas, la calabaza amarga, el huevo cocido y el tofu. Siomay se corta en trozos pequeños y se cubre con salsa de maní, salsa de soya dulce, salsa de chile y una pizca de jugo de limón.

## Origen y variedades
Siomay es omnipresente en las ciudades de Indonesia, donde es uno de los bocadillos o comidas ligeras más populares. Se puede encontrar en puestos de comida en la calle, carritos ambulantes, vendedores de bicicletas y restaurantes. Al igual que bakso, lumpia y pempek, siomay fue influenciado por la cocina china indonesia. Sin embargo, el siomay chino indonesio generalmente no se sirve con salsa de maní, sino con salsa de chile agridulce y picante, o sin salsa en absoluto que se parezca al auténtico shumai chino. Siomay se ha incorporado a la cocina indonesia durante mucho tiempo, y la variedad más famosa es Siomay Bandung. Se ha adaptado a la cocina local de Sundanes. Hoy en día, la mayoría de los vendedores de Siomay son sondaneses. Otra variedad de siomay se llama Batagor, también se originó en Bandung. Es una abreviatura que significa Bakso Tahu Goreng. Batagor es muy similar al siomay, excepto que se fríe en lugar de cocer al vapor. Siomay es una de las comidas escolares favoritas de los estudiantes indonesios.

Siomay
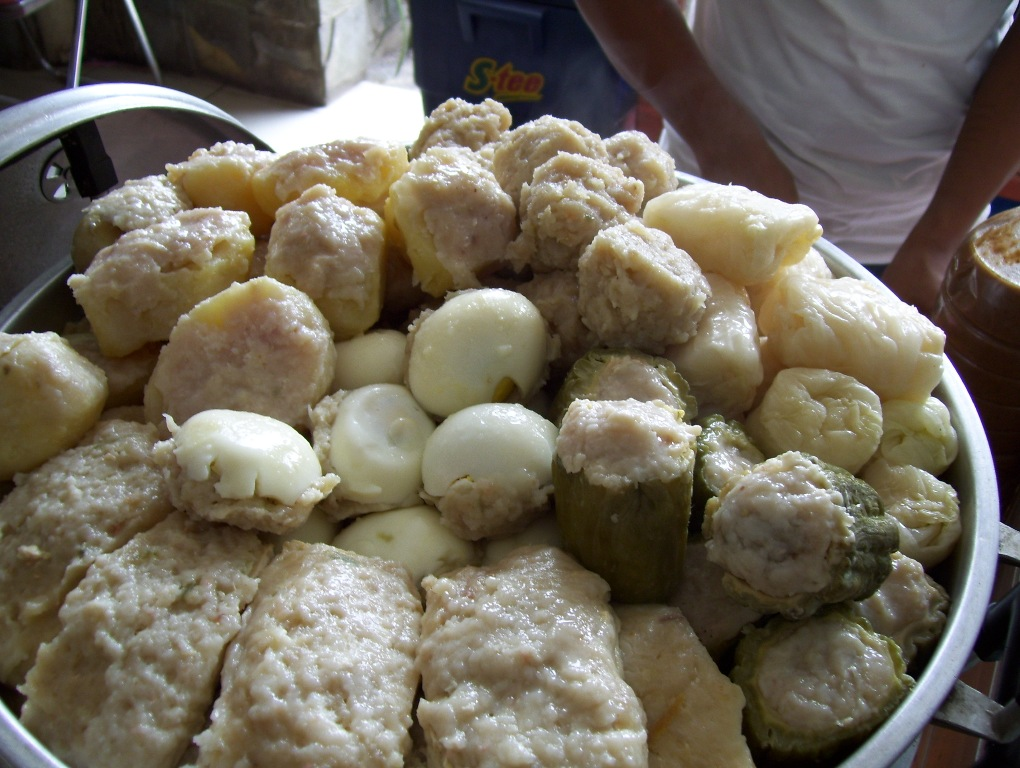
Variedades de siomay al vapor a elegir; tofu, patatas, coles, calabaza amarga y huevos.
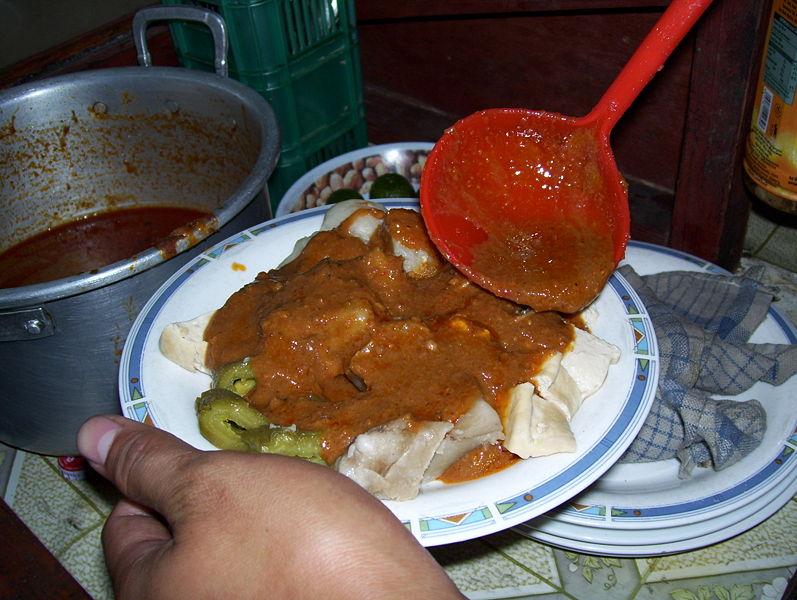
Siomay en rodajas con salsa de maní.
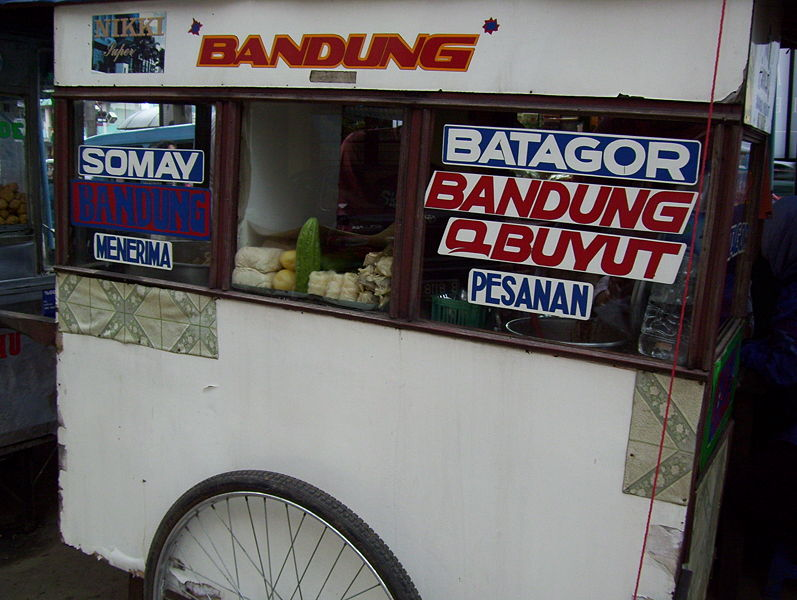
Carro siomay y batagor.
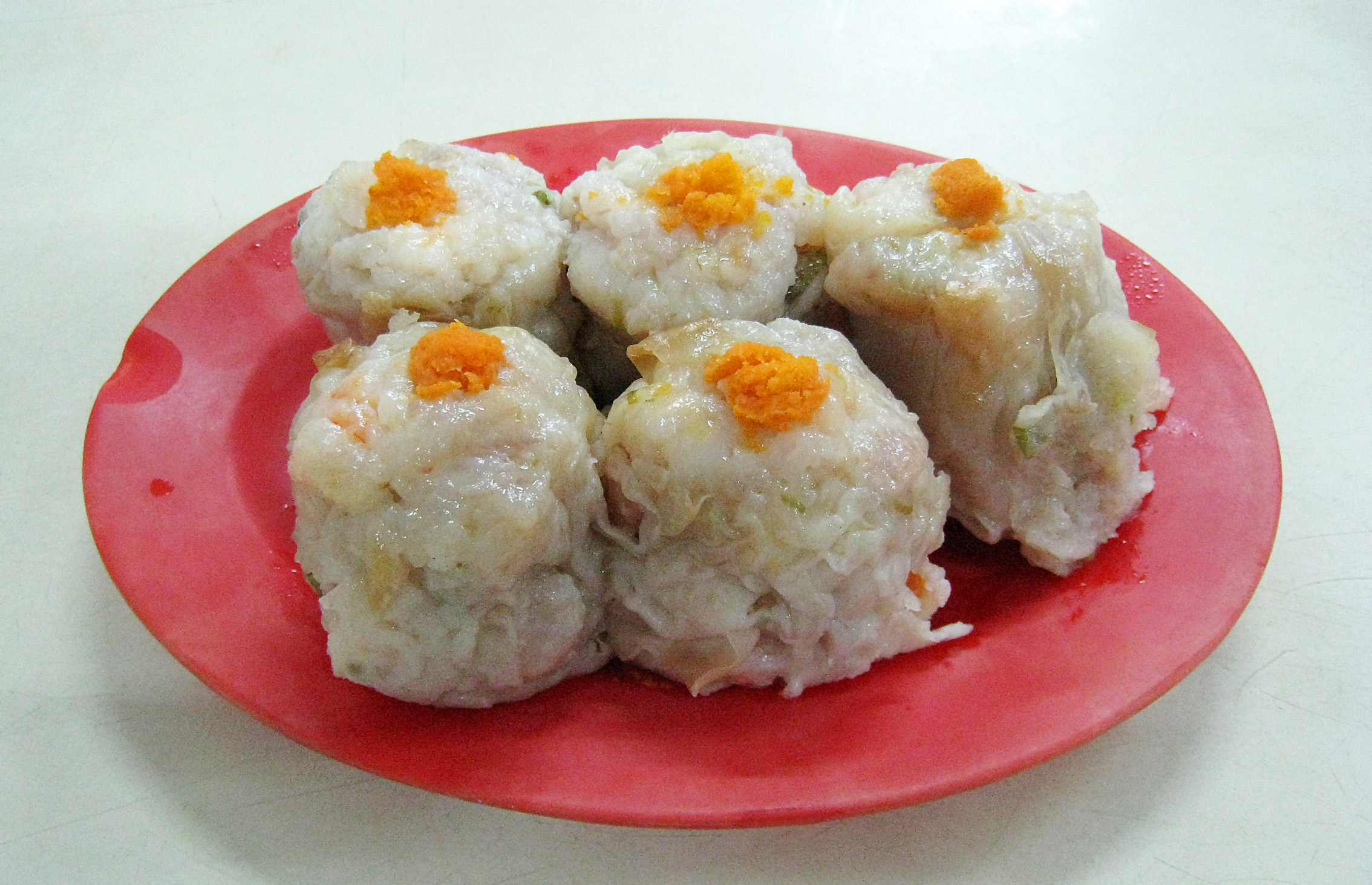
Siomay de camarón chino indonesio en el área de Glodok, Yakarta.